# Renoidea
Renoidea es un género de foraminífero bentónico considerado un sinónimo posterior de Miliolinella de la subfamilia Miliolinellinae, de la familia Hauerinidae, de la superfamilia Milioloidea, del suborden Miliolina y del orden Miliolida. Su especie tipo era Renoidea glabra. Su rango cronoestratigráfico abarcaba desde el Tortoniense inferior (Mioceno medio]] ) hasta la Actualidad.

## Clasificación
Renoidea incluía a las siguientes especies:
- Renoidea glabra
- Renoidea oblonga
- Renoidea rotundata